# Operazione Domino
L'Operazione "Domino" è stata una vasta operazione di polizia che ha interessato l'intero territorio nazionale italiano che ha avuto luogo dal 13 novembre 2001 al 1º luglio 2006 e che, oltre alle forze di polizia italiane ha visto il coinvolgimento di reparti dell'Esercito Italiano.

## La Missione
L'Operazione ha avuto inizio a seguito degli attacchi dell'11 settembre 2001 alle torri gemelle, in conseguenza dei quali il Consiglio dei Ministri ha approvato, con decreto del 12 ottobre 2001, l'impiego di personale dell'Esercito Italiano in concorso alle forze di Pubblica Sicurezza per la vigilanza di obiettivi sensibili, sia civili sia militari,  su tutto il territorio nazionale.
Il concorso dell'Esercito è stato fornito allo scopo di vigilare strutture considerate particolarmente a rischio in modo da consentire al Ministero dell'Interno il recupero di personale delle Forze di Polizia per compiti di sorveglianza nei centri urbani.
L'attività dei reparti dell'Esercito è stata quella di sorvegliare e controllare i punti sensibili individuati dai Prefetti, secondo le modalità tecnico-operative stabilite d'intesa con i Questori.
L'attività dei reparti dell'Esercito aveva i seguenti obiettivi:
- incrementare delle attività di prevenzione e di controllo proprie delle Forze di Polizia;
- prevenzione e dissuasione di potenziali elementi ostili dal compimento di atti di terrorismo e/o di sabotaggio;
- consentire il regolare svolgimento della vita pubblica.[1]

L'organizzazione posta in essere dal Ministero dell'Interno ha richiesto da parte dell'Esercito l'adozione di una struttura in grado di collaborare efficacemente ai vari livelli di responsabilità con le Autorità di Pubblica Sicurezza.